# Nakajima Ki-84
Chiếc Nakajima Ki-84 Hayate (疾風|Tật phong - gió lạ) là một kiểu máy bay tiêm kích một chỗ ngồi được Không lực Lục quân Đế quốc Nhật Bản sử dụng trong Thế Chiến II. Tên mã khối Đồng Minh đặt cho nó là "Frank"; trong khi tên gọi chính thức của Lục quân Nhật Bản là "Máy bay Tiêm kích Loại 4" (四式戦闘機). Với tính năng bay xuất sắc và độ cơ động cao Ki-84 được xem là một trong những máy bay có tính năng bay vượt trội tốt nhất của Nhật Bản được nhìn thấy trong hoạt động với quy mô lớn trong Thế chiến 2. Nó phù hợp tương đương với bất kì chiến đấu cơ nào của Đồng Minh và dùng để đánh chặn siêu pháo đài bay tầm cao B-29. Trang bị vũ khí mạnh mẽ của nó (có thể bao gồm 2 pháo 30mm và 2 pháo 20mm) làm gia tăng khả năng hủy diệt máy bay đối phương. Cho dù bị ngăn trở bởi chất lượng sản xuất kém trong những phiên bản sau, động cơ cần bảo dưỡng cao và càng đáp bị gập sấp do bị cong vênh và thiếu hụt các phi công có kỹ năng nhưng trên hết Hayate vẫn chứng tỏ là một đối thủ đáng sợ. Chính xác có tổng cộng 3.514 chiếc được chế tạo.

## Thiết kế và phát triển
Việc thiết kế chiếc Ki-84 được bắt đầu từ đầu năm 1942 nhằm đáp ứng một yêu cầu của Không lực Lục quân Đế quốc Nhật Bản về một kiểu máy bay tiêm kích thay thế cho chiếc Nakajima Ki-43 "Hayabusa" vốn vừa mới được đưa vào hoạt động. Bản tiêu chuẩn đã mường tượng ra nhu cầu phải phối hợp độ cơ động của chiếc Ki-43 với tính năng bay có thể theo kịp những máy bay tiêm kích tốt nhất và trang bị vũ khí nặng của phương Tây. Chiếc Ki-84 bay chuyến bay đầu tiên vào tháng 3 năm 1943.
Chiếc Ki-84 đã khắc phục được phần nào những điểm than phiền hay gặp nhất đối với kiểu máy bay thông dụng có độ cơ động cao Ki-43: động cơ không đủ công suất, vỏ giáp bảo vệ kém và tốc độ lên cao yếu. Chiếc Ki-84 được giới thiệu với hai khẩu súng máy 12,7 mm (0,5 inch) và hai khẩu pháo 20 mm, một cải thiện đáng kể so với một khẩu súng máy 7,7 mm và một khẩu 12,7 mm trang bị cho chiếc Hayabusa. Vỏ giáp bảo vệ cho phi công lái Hayate tốt hơn là những thùng nhiên liệu trên cánh không tự hàn và khung hợp kim nhẹ của chiếc Ki-43. Thêm vào đó, chiếc Ki-84 trang bị kính nóc buồng lái dày 65 mm, vỏ giáp 13 mm phía đầu và lưng, và nhiều vách ngăn trong thân để bảo vệ thùng hỗn hợp methanol-nước (dùng để tăng thêm hiệu quả bộ siêu tăng áp) và thùng nhiên liệu trung tâm.
Nhưng chính là động cơ đã cung cấp cho chiếc Hayate tốc độ và năng lực trong chiến đấu. Áp dụng kiểu động cơ Nakajima Homare được dùng cho nhiều máy bay Nhật khác, chiếc Hayate sử dụng một phiên bản cải biến phun nhiên liệu trực tiếp, dùng cách phun nước để hỗ trợ bộ siêu tăng áp, cung cấp cho chiếc Ki-84 công suất lên đến 2.000 mã lực khi cất cánh. Sự phối hợp này trên lý thuyết ít nhất sẽ đem lại tốc độ lên cao và vận tốc tối đa ngang ngửa với những chiếc máy bay tiêm kích hàng đầu của Đồng Minh trong giai đoạn sau của cuộc chiến tại Thái Bình Dương, chiếc P-51D Mustang và chiếc P-47D Thunderbolt (đạt được tốc độ tối đa 433 và 426 dặm mỗi giờ tương ứng). Những thử nghiệm ban đầu của chiếc Hayate do Tachikawa thực hiện vào đầu mùa Hè năm 1943 cho thấy Trung úy phi công thử nghiệm Funabashi đã đạt được tốc độ tối đa khi bay ngang là 634 km/h (394 dặm mỗi giờ) trên chiếc nguyên mẫu thứ hai, nhưng sau chiến tranh một chiếc do Quân đội Mỹ chiếm được, sử dụng nhiên liệu có chỉ số octane cao đã đạt được tốc độ lên đến 690 km/h (430 dặm mỗi giờ).
Tuy nhiên, sự phức tạp của kiểu động cơ phun nhiên liệu trực tiếp đòi hỏi rất nhiều cẩn thận trong chế tạo và bảo trì, và khi phe Đồng Minh tiến sát đến chính quốc Nhật Bản, ngày càng khó khăn hơn trong việc hỗ trợ tính năng được thiết kế của Hayate. Vấn đề về độ tin cậy bị làm trầm trọng hơn khi Đồng Minh phong tỏa tàu ngầm làm ngăn trở việc vận chuyển các thành phần cốt yếu như bộ càng đáp. Hậu quả là nhiều chiếc Hayate bị gãy càng đáp khi hạ cánh.

## Các phiên bản
Ki-84Chiếc nguyên mẫu, thử nghiệm đánh giá và kiểu mẫu tiền sản xuất.
Ki-84-Ia HayateMáy bay tiêm kích Lục quân Kiểu 4.
Ki-84-IbPhiên bản trang bị bốn pháo Ho-5 20 mm.
Ki-84-IcPhiên bản đánh chặn máy bay ném bom, với một pháo Ho-5 20 mm và một pháo Ho-105 30 mm trên cánh.
Ki-84-Ia (Kiểu Manshu Type)Sản xuất bởi Mansyu tại Mãn Châu theo giấy phép nhượng quyền của Nakajima.
Ki-84-IITương tự như các kiểu trên (Ki-84-Ia, -Ib, -Ic).
Ki-84 N/P/RPhiên bản hoạt động tầm cao.
Ki-106Những chiếc nguyên mẫu cấu tạo toàn bằng gỗ.
Ki-113Chiếc nguyên mẫu tương tự kiểu Ki-84-Ib cấu tạo toàn thép.
Ki-116Phiên bản đánh giá, trang bị động cơ Mitsubishi 62 (Ha-33) công suất 1.500 mã lực (1.120 kW).
Ki-117Tên gọi mới của kiểu Ki-84 N.
Tổng cộng có 3.514 chiếc được sản xuất, trong đó 3.288 chiếc bởi Nakajima và 94 chiếc bởi Mansyu.

## Các nước sử dụng
Nhật Bản
- Lục quân Đế quốc Nhật Bản

 Trung Quốc
- Không quân Giải phóng quân Trung Quốc sử dụng một số chiếc chiếm được từ năm 1945 cho đến những năm 1950.

 Đài Loan
- Không quân Trung Hoa Dân Quốc giữ một số chiếc Ki-84 dự trữ đề phòng việc Hoa Kỳ cắt viện trợ.[3]

## Đặc điểm kỹ thuật (Ki-84-Ia)

Nakajima Ki-84

### Đặc tính chung
- Đội bay: 01 người
- Chiều dài: 9,93 m (32 ft 7 in)
- Sải cánh: 11,23 m (36 ft 10 in)
- Chiều cao: 3,38 m (11 ft 1 in)
- Diện tích bề mặt cánh: 21 m² (226 ft²)
- Lực nâng của cánh: 172 kg/m² (35 lb/ft²)
- Trọng lượng không tải: 2.665 kg (5.875 lb)
- Trọng lượng có tải: 3.616 kg (7.972 lb)
- Trọng lượng cất cánh tối đa: 3.898 kg (8.594 lb)
- Động cơ: 1 x động cơ Nakajima Ha-45-21 18 xy lanh bố trí hình tròn, công suất 1.990 mã lực (1.485 kW)

### Đặc tính bay
- Tốc độ lớn nhất: 627 km/h (392 mph), không vượt quá 800 km/h (496 mph)
- Tầm bay tối đa: 2.155 km (1.339 mi)
- Trần bay: 10.500 m (34.450 ft)
- Tốc độ lên cao: 19,25 m/s (3.790 ft/min)
- Tỉ lệ công suất/khối lượng: 0,41 kW/kg (0,25 hp/lb)

### Vũ khí
- 2 x pháo Ho-5 20 mm trên cánh
- 2 x súng máy Ho-103 12,7 mm (0,50 in) trên thân
- 2 x bom 250 kg (550 lb)

## Nội dung liên quan

### Máy bay liên quan
- Nakajima Ki-43
- Nakajima Ki-44
- Tachikawa Ki-103
- Nakajima Ki-113
- Nakajima Ki-116

### Máy bay tương tự
- Lavochkin La-7
- Focke-Wulf Fw 190
- Mitsubishi J2M
- Kawanishi N1K
- Kawasaki Ki-100
- Republic P-47 Thunderbolt
- North American P-51 Mustang

### Trình tự thiết kế
Ki-81 - 
Ki-82 - 
Ki-83 - 
Ki-84 - 
Ki-85 - 
Ki-86 - 
Ki-87

### Danh sách liên quan
- Danh sách máy bay chiến đấu
- Danh sách máy bay quân sự Nhật Bản
- Danh sách máy bay trong Chiến tranh Thế giới II
- Danh sách máy bay tiêm kích
- Danh sách máy bay của Nhật Bản, Chiến tranh Thế giới II